# Manfreda

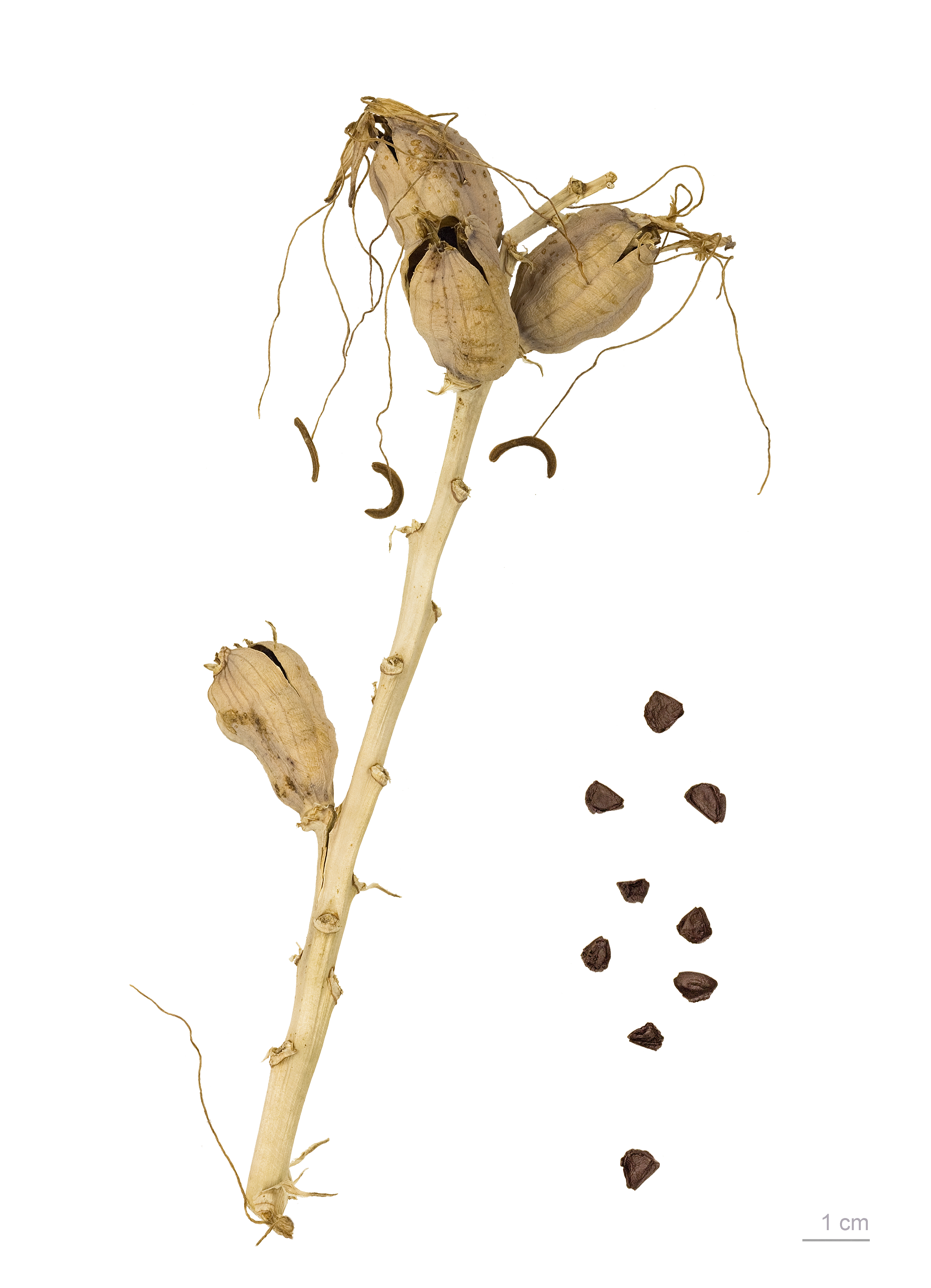
Manfreda maculosa

Manfreda és un gènere de gairebé 20 espècies de plantes de la família de les Agavàcies. Juntament amb Polianthes, membres de les comunament anomenades tuberoses; algunes autoritats classifiquen la Manfreda amb Polianthes, mentre que d'altres els agrupen amb Agave.
Són natives dels Estats Units meridionals, Mèxic, i Amèrica Central.
Com altres en la família de l'agave, les tuberoses tenen rosasses de les fulles que ramifiquen d'un plançó molt curt, i les flors a l'extrem d'una tija llarga. Les flors són tubulars i blanquinoses, groc, verd, o terrós, amb els estams molt llargs.
La tuberosa de Texas (Manfreda maculosa) és notable per tenir fulles verd intens cobertes amb els punts porpres.

## Taxonomia
- Manfreda longiflora
- Manfreda maculosa
- Manfreda sileri
- Manfreda variegata
- Manfreda virginica

## Sinonímia
- Allibertia Marion ex Baker (1883).
- Leichtlinia H.Ross (1893).
- Delpinoa H.Ross (1898).
- Runyonia Rose (1922).[1]